# Assembleia Nacional da Hungria
A Assembleia Nacional da Hungria (Országgyűlés ou Dieta) é o órgão legislativo da Hungria, surgiu durante o Reino da Hungria por volta do ano 1290. Actualmente, o parlamento é unicameral e é formado por 199 membros eleitos para mandatos de 4 anos. O sistema de eleição é misto e utiliza listas por área e por partido.

## Grupos parlamentares
| Partido                                           | Partido                                           | Partido                                     | Ideologia                   | Espectro        | Mandatos  |
| ------------------------------------------------- | ------------------------------------------------- | ------------------------------------------- | --------------------------- | --------------- | --------- |
|                                                   |                                                   | Fidesz                                      | Populismo de direita        | Direita         | 116 / 199 |
|                                                   | Partido Popular Democrata-Cristão                 | Conservadorismo                             | Direita                     | 17 / 199        |           |
| Fidesz-Partido Popular Democrata-Cristão          | Fidesz-Partido Popular Democrata-Cristão          | Populismo de direita                        | Direita                     | 133 / 199       |           |
|                                                   | Jobbik                                            | Jobbik                                      | Nacionalismo húngaro        | Direita         | 22 / 199  |
|                                                   |                                                   | Partido Socialista Húngaro                  | Social-democracia           | Centro-esquerda | 15 / 199  |
|                                                   | Diálogo para a Hungria                            | Ecologismo                                  | Centro-esquerda             | 5 / 199         |           |
| Partido Socialista Húngaro-Diálogo para a Hungria | Partido Socialista Húngaro-Diálogo para a Hungria | Social-democracia                           | Centro-esquerda             | 20 / 199        |           |
|                                                   | Coligação Democrática                             | Coligação Democrática                       | Social liberalismo          | Centro-esquerda | 9 / 199   |
|                                                   | Políticas Podem Ser Diferentes                    | Políticas Podem Ser Diferentes              | Ecologismo                  | Centro          | 6 / 199   |
|                                                   | Autogoverno Nacional dos Alemães na Hungria       | Autogoverno Nacional dos Alemães na Hungria | Interesses da minoria alemã | Centro-direita  | 1 / 199   |
|                                                   | Partido Liberal Húngaro                           | Partido Liberal Húngaro                     | Liberalismo                 | Centro          | 1 / 199   |
|                                                   | Independentes                                     | Independentes                               | -                           | -               | 7 / 199   |